# Anna Leonowens
Anna Harriette Edwards Leonowens født Edwards (født 5. november 1831 i Ahmadnagar i Indien, eventuelt i 1834, død 19. januar 1915 i Montréal i Canada) var en angloindisk (eller indiskfødt engelsk) lærer, social aktivist og forfatter af rejseskildringer.
Anna Leonowens blev kendt for sine bøger og fortællinger om sit fem år lange ophold i Siam hvor hun blev tilkaldt i 1862 for at undervise de 50 børn til kongen af Siam, kong Mongkut (Rama IV), i engelsk sprog, vestlig dannelse og kultur. Efter opholdet i Siam rejste hun til USA, hvor hun skrev hendes bøger. Senere flyttede hun til Canada, hvor hun boede i Halifax i Nova Scotia og grundlagde Victoria School of Art, som stadig findes men under navnet Novia Scotia College of Art and Design.
Hendes erfaringer i Siam (Thailand) blev senere inspiration for Margaret Landons roman fra 1944 kaldt Anna and the King of Siam, foruden at den blev også filmatiseret som spillefilm og gjort til fjernsynfilm, og ikke mindst til en populær musical af Rodgers og Hammerstein i 1951 som The King and I.

## Tidlig liv
Anna Leonowens blev født under navnet Anna Harriette Edwards i Ahmadnagar, Indien 26. november 1831. Hun var andre datter af sergent Thomas Edwards i Sappers and Miners og hans angloindiske kone, Mary Anne Glasscott, datter af en løjtnant i Bombay Army.